# Aszkalaphosz (Arész fia)
Aszkalaphosz (görög betűkkel Ἀσκάλαφος) Orkhomenosz királya, Arész és Asztüokhé fia.

## Mitológiája
Testvére Ialmenosz. Részt vett az argonauták vállalkozásában. Mindkét fivér Helené kérője volt, amikor híre ment, hogy a spártai hercegnő férjet keres. Trója alatt halt meg Déiphobosz keze által, aki Idomeneuszt akarta gerelyével megdobni, de elvétette. Aszkalaphosz holtteste körül épp olyan vad csata alakult ki, mint Patroklosz vagy Alkathoósz esetén. Aszkalaphosz halálával Arész a korábbinál aktívabban avatkozott be az emberek küzdelmeibe.
Aszkalaphosz és Ialmenosz „Hellász legjobbjai” között tűnik fel Apollodórosznál.